# Іваньков Максим Миколайович
Макси́м Микола́йович Іваньков — український спортсмен-пауерліфтер, заслужений тренер України.
Батько його займався волейболом, мама записувала Максима до спортивних секцій. Важку атлетику вибрав сам, здобув звання майстра спорту СРСР. 1990 року переїхав до Полтави.

## Спортивні досягнення
- багаторазовий чемпіон Норільська
- чемпіон Красноярського краю
- срібна нагорода на чемпіонаті Сибіру та Далекого Сходу

## Серед його вихованців
- як тренер підготував дев'ять майстрів спорту міжнародного класу та одного заслуженого майстра спорту
- серед його вихованців 25 призрів чемпіонатів світу та Європи, зокрема
- багаторазова чемпіонка світу та рекордсменка Соловйова Лариса
- триразова чемпіонка світу Стенкова Тамара
- чемпіонка світу Абдуліна Вікторія
- бронзова призерка Чемпіонату світу Куліненко Наталія